# Nicolaus II Bernoulli

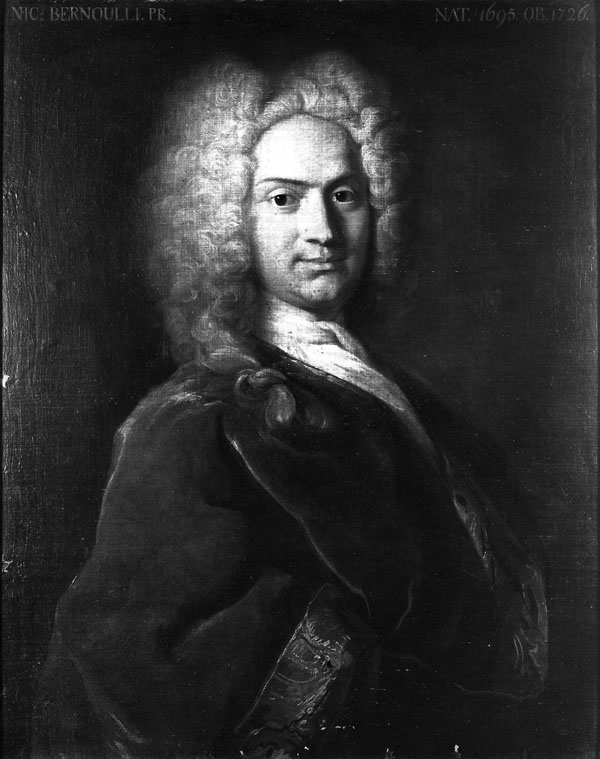
Nicolaus II Bernoulli (1723).

Nicolaus II Bernoulli [znany też jako Niklaus Bernoulli, Nikolaus Bernoulli, Mikołaj II Bernoulli] (ur. 6 lutego 1695 w Bazylei, zm. 31 lipca 1726 w Petersburgu) – szwajcarski matematyk, podobnie jak jego ojciec, Johann i jeden z jego braci, Daniel. Z tym ostatnim dyskutował nad paradoksem petersburskim.
Mikołaj II Bernoulli zajmował się głównie zagadnieniami prawdopodobieństwa, krzywych i równań różniczkowych. Wniósł też wkład w rozwój dynamiki płynów.